# 쿠바인

쿠바인(스페인어: Cubanos)은 쿠바에 거주하는 쿠바 국적을 쥔 사람이다.

## 거주 국가
대부분, 쿠바에 거주한다.
일부는 미국, 캐나다 등지에도 거주한다.

## 미국인과 관계
쿠바는 미국과의 적대적 관계이지만,
최근, 라울 카스트로 쿠바 국가평의회 의장이
현재 미국의 대통령인 버락 오바마와 미-쿠바 관계를
2009년 1월에 미국과의 관계를 직접 대화할 용의가 있음을 밝혔다.

## 쿠바인 출신 유명 인물
- 피델 카스트로

- 라울 카스트로

- 체 게바라

## 문화
종교는 대부분 로마 가톨릭이다.
언어는 스페인어를 쓴다.

## 같이 보기
- 타이노족
- 쿠바 요리
- 미국인
- 바하마인
- 자메이카인